# Гергийски езера
Гергийските (Георгийските) езера е група от пет ледникови езера, разположени в едноименния Гергийски циркус в Пирин планина.
Три от езерата са сред големите езера в планината, докато другите две са незначителни по размер.
- Първото езеро е най-високо в групата. Разположено е под седловината Муратова премка на 2392 m н.в. и има площ 1,7 дка. То е сравнително плитко и затлачено.
- Второто езеро е разположено северозападно от първото на височина 2381 m н.в., най-малкото в групата с площ само 0,2 дка.
- Третото езеро (41°44′38″ с. ш. 23°22′55″ и. д. / 41.743889° с. ш. 23.381944° и. д.) е разположено на изток от връх Муратова чука (2448 m) на 2304 m н.в. и има площ 20 дка. Формата му е дъговидна.
- Четвъртото езеро (Голямото Георгийско езеро, 41°44′47″ с. ш. 23°22′53″ и. д. / 41.746389° с. ш. 23.381389° и. д.) е разположено на 75 m северно от третото на височина 2294 m н.в. и е най-голямото в групата. Има площ 39,6 дка, размери 275 на 220 m, и дълбочина около 7 m. От западния му ъгъл изтича река Георгийца, която е ляв приток на Влахинска река (ляв приток на Струма).
- Петото езеро (Долното езеро) (41°44′41″ с. ш. 23°22′22″ и. д. / 41.744722° с. ш. 23.372778° и. д.) е разположено встрани от първите четири, в югозападната половина на Гергийския циркус на 2194 m н.в. Площта му 14,5 дка и дълбочина около 7 m.[1] От него изтича малък поток, който след 300 m се влива от ляво в река Гергийца.

Гергийските езера стоят встрани от официалните маркирани туристически маршрути в Пирин планина. Територията им влиза в границите на Национален парк Пирин и има статут на Зона за ограничаване на човешкото въздействие (1б). Преминаването през зони с такъв статут става само по официалните маркирани пътеки.